# Your Choice Records

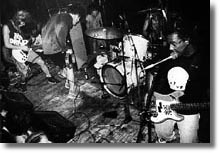
Scream - bei den Aufnahmen für das Live-Album (Mai 1990)

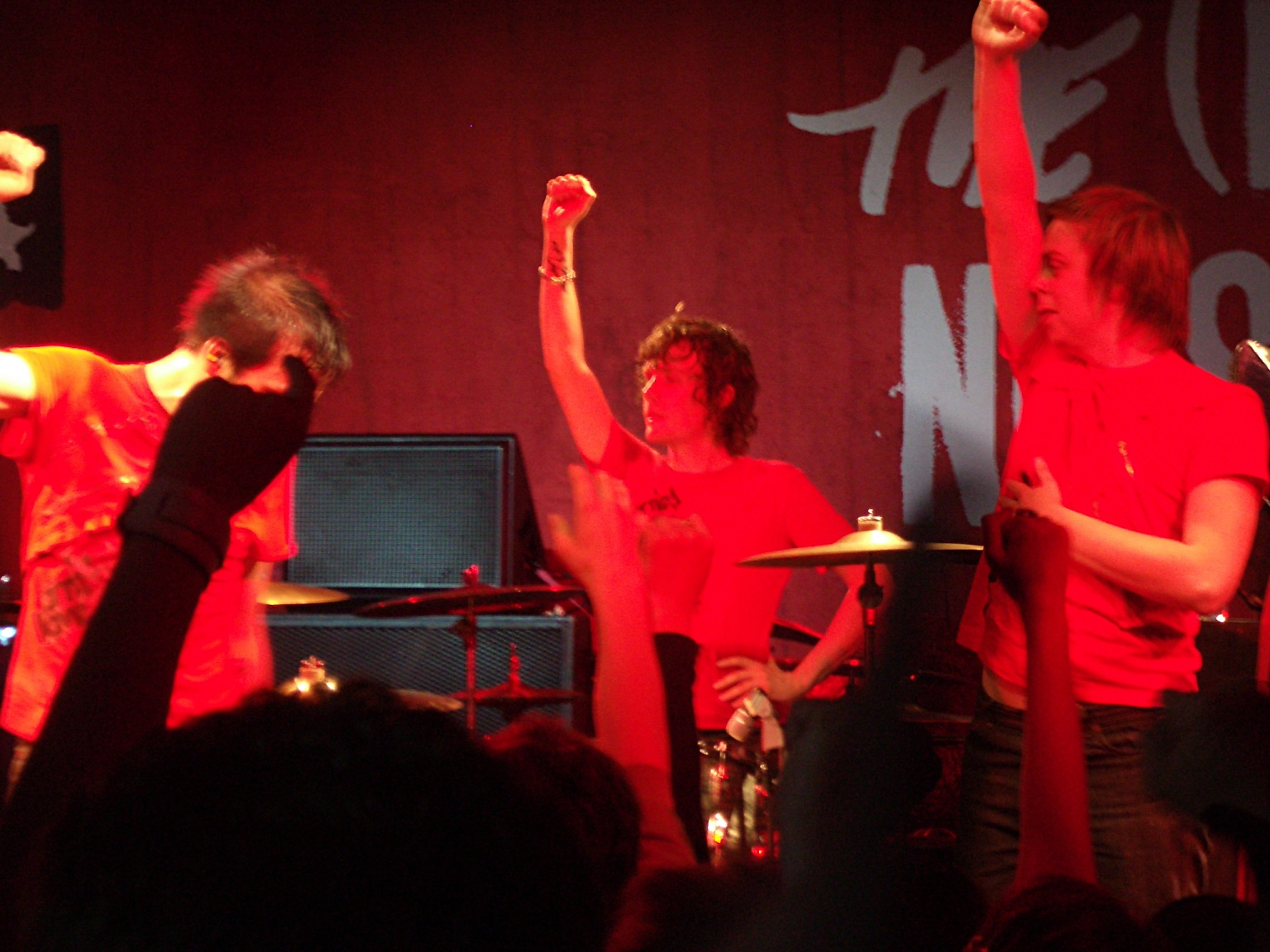
The (International) Noise Conspiracy -live (2005)

Your Choice Records ist ein Independent-Label aus Deutschland. Es wurde 1988 von Tobby Holzinger nach dem Do-it-yourself-Prinzip gegründet und hat sich auf deutsche und internationale Independent-, Hardcore- und Punk-Live-Veröffentlichungen spezialisiert.
Inspiriert wurde Your Choice Records von der Arbeit anderer Independent-Labels wie Dischord Records, Alternative Tentacles, SST Records und Touch and Go Records.
Der Grundgedanke von Your Choice Records war, verschiedene internationale Bands aus der Punk/HC-Szene in einer Serie hochqualitativer Liveplatten mit einem Konzeptcover mit Wiedererkennungswert und im Rahmen einer Gegenkultur zu vereinen. Außerdem sollte der Verkauf der Veröffentlichungen die "Animal Rights"-Szene unterstützen. So entstand in den späten 1980er und frühen 1990er Jahren eine umfangreiche Dokumentation einer wegweisenden Entwicklung in der Musikgeschichte, die spätestens mit dem 1991 veröffentlichten Song Smells Like Teen Spirit und dem Album Nevermind ihren Wendepunkt erlebte.
Aus der eigentlichen Idee, die Serie auf 12 Veröffentlichungen und eine abschließende Kompilation (mit unveröffentlichtem Material der 12 Bands) zu beschränken, wurde ein Gesamtkonzept von 50 Veröffentlichungen, unterteilt in drei Hauptteile, das bis heute unvollständig geblieben ist.
Der größte Teil der Your Choice-Veröffentlichungen ist nicht mehr erhältlich und wird scheinbar auch nicht wieder neu aufgelegt. Es ist außerdem unklar, ob es weitere Veröffentlichungen von Your Choice Records geben wird.

## Bands auf Your Choice Records
Die folgenden Bands haben Tonträger über Your Choice Records veröffentlicht:
- Arm
- Articles of Faith
- Girls Against Boys
- Hard-Ons
- Headroom
- Helios Creed
- Jawbox
- Kina
- Lars Holzapfel
- Leatherface
- Life… But How to Live It?
- Melvins
- Neurosis
- NoNoYesNo
- Overdose
- Party Diktator
- Plexus
- Poison Idea
- Pullermann
- Raped Teenagers
- Ripcord
- Samiam
- Scream (mit Dave Grohl am Schlagzeug)
- Shudder to Think
- So Much Hate
- Steel Pole Bath Tub
- Target of Demand
- Texas Is the Reason
- The (International) Noise Conspiracy
- The Notwist
- Verbal Assault
- Wasteland
- Wool

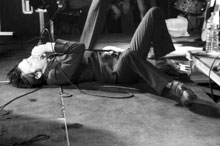
Dennis Lyxzén (The (International) Noise Conspiracy) während der Liveaufnahmen (2002)
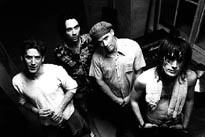
Franz Stahl, Al Bloch, Pete Stahl, Chris Bratton (Wool) nach den Liveaufnahmen (1995)
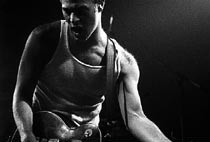
Graig Wedren (Shudder to Think) während der Liveaufnahmen (1994)
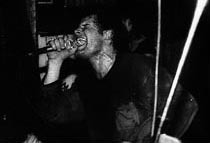
Pete Stahl (Scream) während der Liveaufnahmen (1990)
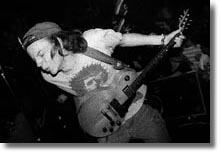
Pete Chramiec (Verbal Assault)  während der Liveaufnahmen (1989)